# Leaskovo, Burgas
Leaskovo (în bulgară Лясково ) este un sat în Obștina Aitos, Regiunea Burgas, Bulgaria.

## Demografie
Componența etnică a satului Leaskovo
     Bulgari (96,94%)
     Nicio identificare (0,76%)
     Altele (2,29%)
La recensământul din 2011, populația satului Leaskovo era de 131 locuitori. Din punct de vedere etnic, majoritatea locuitorilor (96,94%) erau bulgari. Pentru 0,76% din locuitori nu este cunoscută apartenența etnică.